# Biljawynzi
Biljawynzi (ukrainisch Білявинці; russisch Белявинцы Beljawinzy, polnisch Bielawińce) ist ein Dorf im Süden der ukrainischen Oblast Ternopil mit etwa 500 Einwohnern.
Das Dorf liegt im Rajon Butschatsch etwa 60 km südlich der Oblasthauptstadt Ternopil an beiden Ufern des Flusses Strypa auf der Podolischen Platte.
Am 12. Juni 2020 wurde das Dorf ein Teil der Stadtgemeinde Butschatsch im Rajon Butschatsch; bis dahin war es ein Teil der Landratsgemeinde Stari Petlykiwzi im Norden des Rajons Butschatsch.
Am 17. Juli 2020 wurde der Ort Teil des Rajons Tschortkiw.

## Architektur
- Glockenturm (hölzern)

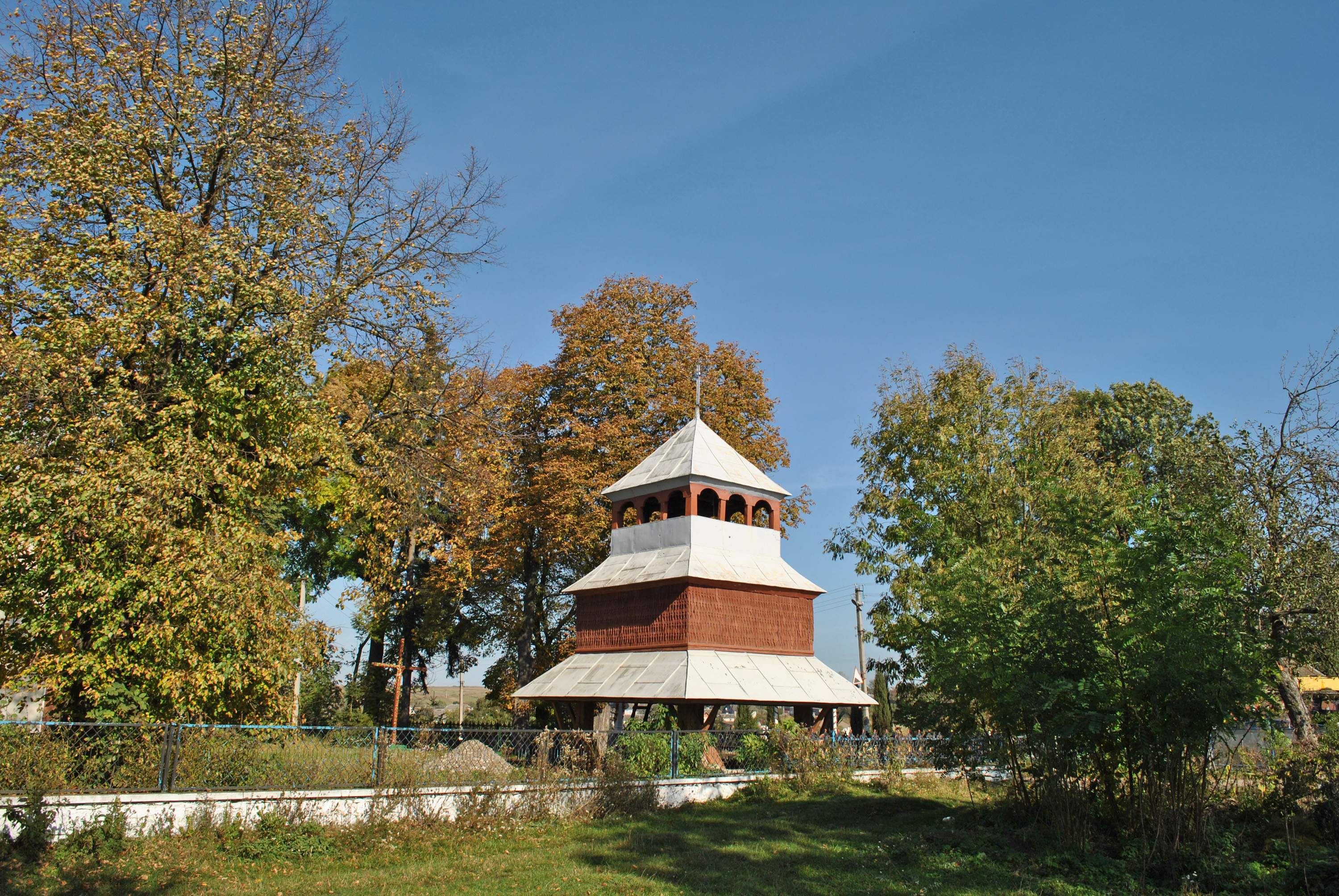
Glockenturm

- Kirche des Heiligen Geistes (Ukrainisch-Orthodoxe Kirche – Kiewer Patriarchat)
- Kirche der Himmelfahrt der Heiligen Anna (Ukrainische griechisch-katholische Kirche)

## Söhne und Töchter der Gemeinde
- Salome Kruschelnytska (1872–1952), ukrainische klassische Sängerin (Sopran).